# Regne de Sine
El Regne de Sine (també: Sin o Siin en llengua serer) fou un regne pre-colonial al llarg de la riba nord del delta del riu Saloum al modern Senegal. Els habitants són anomenats siin-siin o sine-sine (un plural típic serer com per exemple bawol-bawol i saloum-saloum pels habitants de Bawol i de Saloum respectivament).

## Història

### Època medieval i fins alseglexix

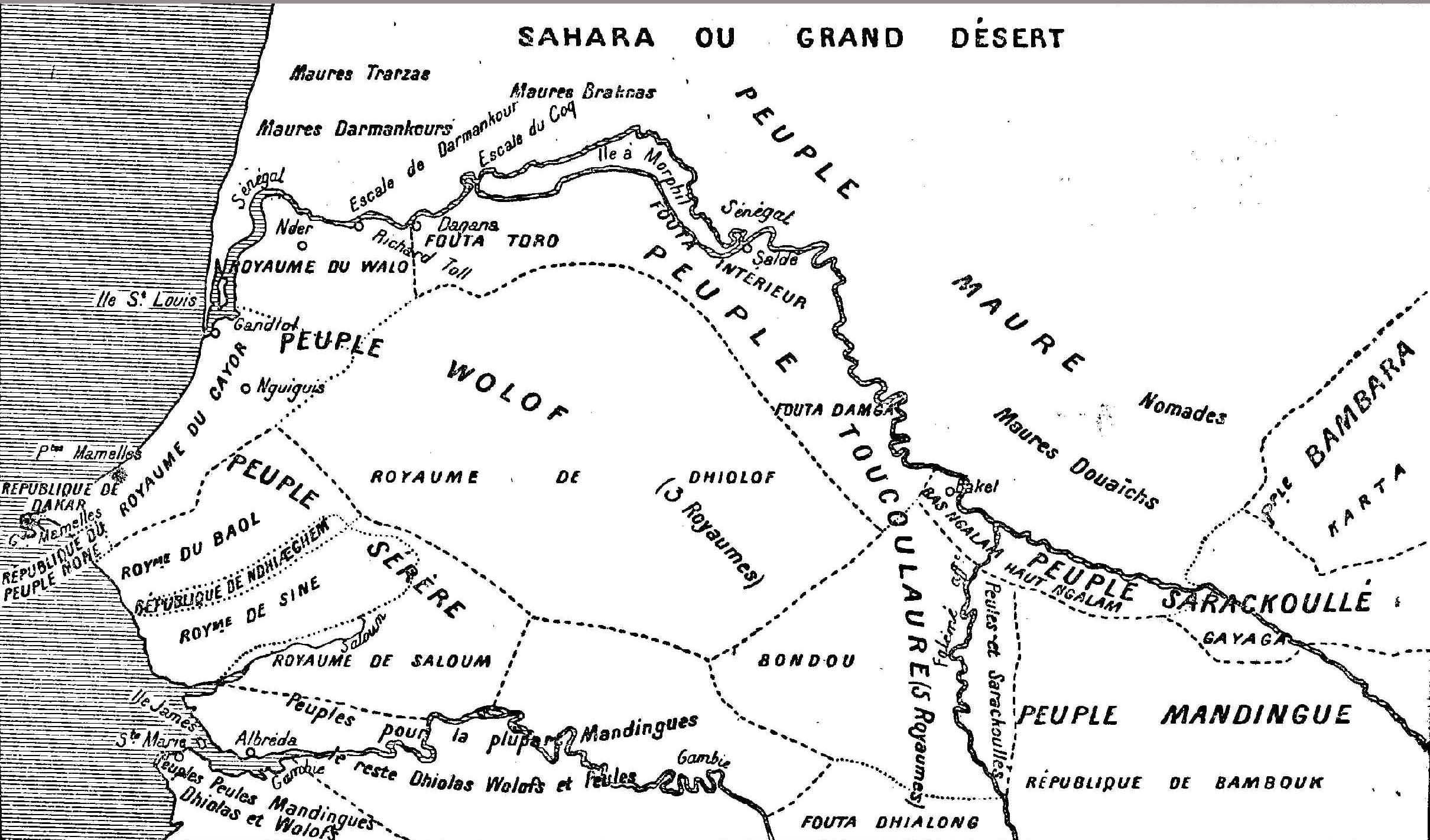
Carte dels pobles del Sénégal de l'abat Boilat (1853): un mapa ètnic de Senegal al temps del colonialisme francès. Els estats pre-colonials de Bawol, Sine i Saloum apareixen al llarg de la costa de sud-oest, amb les àrees interiors marcades com "Poble Serere".

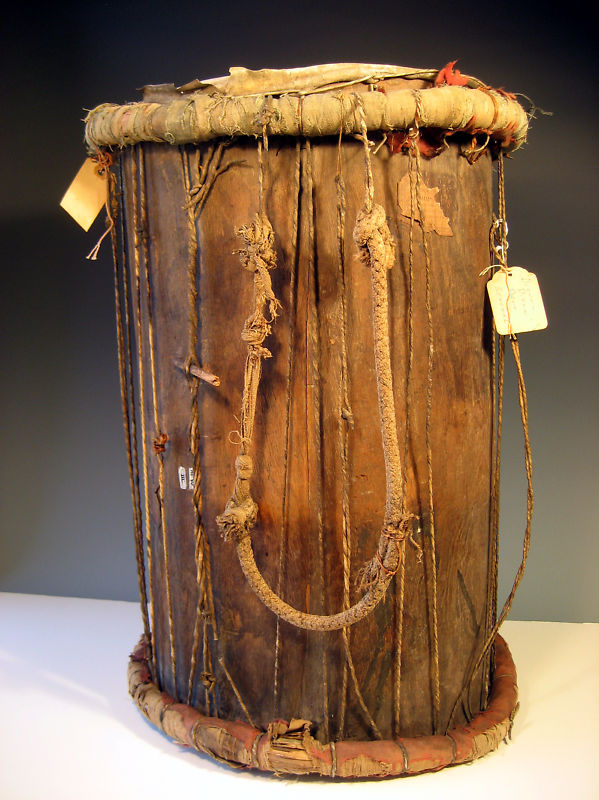
Junjung de Sine del.

Segons l'historiador David Galvan, "El rècord històric oral, relats escrits pels primers exploradors àrabs i europeus, i l'evidència física antropològica suggereix que el diversos pobles sereres van emigrar del sud de la regió del Futa Toro (a la vall del riu Senegal) començant al voltant del segle onzè, quan Islam va començar a travessar el Sàhara.":p.51 Passades generacions aquestes persones, possiblement parlants de pulaar i ramaders, van emigrar a través de les àrees wòlof i van entrar a les valls dels rius Sine i Saluum. Aquest llarg període de contacte wòlof-serer ens ha deixat insegur dels orígens de la "terminologia, institucions, estructures polítiques, i pràctiques compartides.":p.52
El professor Étienne Van de Walle va donar una data lleugerament més tardana, escrivint que "la formació de l'ètnia serere remunta al segle tretzè, quan un grup va venir de la vall del riu Senegal al nord fugint de l'Islam, i prop de Niakhar va conèixer un altre grup d'origen manding, anomenats els gelwar, que venien del sud-est (Gravrand 1983). El actual grup ètnic serere és una mescla dels dos grups, i això pot explicar el seu complex bilineal sistema de parentiu".}
La fundació del Regne de Sine és incerta, però al final del segle xiv emigrants mandings van entrar a l'àrea. Estaven dirigits per un clan matrilineal conegut com el clan Gelwaar. Aquí van trobar els sereres, que ja havien establert un sistema d'autoritats lamàniques, i va establir un estat dirigit ple clan Gelwaar amb la seva capital dins o a prop un estat lamànic serere centrat a Mbissel.:p.54
El pare Henry Gravrand informa d'una tradició oral en la que un Maad a Sinig Maysa Wali Jaxateh Manneh (moltes variacions: Maysa Wali Jon; Maissa Wali Jon; etc.), fugint amb la seva família de Kaabu després d'una batalla el 1335 anomenada la Batalla de Troubang, va obtenir asil de la noblesa serere de Sine.
Charles Becker anota que Gravrand no havia reconegut que això era de fet una descripció de la Batalla de Kansala de 1865 o 1867 tot i que està d'acord que la migració del clan Guelowar (Gelwar) probablement pot ser explicat per una guerra o un conflicte de successió. La història oral serere diu que després que Maysa Wali va ser assimilat a la cultura serere i va servir com a conseller al consell d'electors laman, va ser escollit pels lamans i el poble per governar. Gairebé una dècada més tard va elegir el legendary Ndiadiane Ndiaye (moltes variacions: Njaajaan Njie o N'Diadian N'Diaye) i fundador de l'Imperi Jolof per governar el regne de Jolof. Fou el primer rei de Senegàmbia que per voluntat pròpia va retre vassallatge a Ndiadiane Ndiaye i va demanar a altres de fer el mateix, fent així de Sine un vassall de l'imperi Jolof. És per aquesta raó que els erudits suggereixen que l'imperi Jolof no va ser un imperi fundat per conquesta sinó per confederació voluntària de diversos estats.
Al voltant de principis dels anys 1550, ambdós regnes, Sine i el regne germà serere de Saloum, van enderrocar el domini Jolof i van esdevenir regnes independents. La tradició oral serere diu que el regne de Sine mai va pagar tribut a Ndiadiane Ndiaye ni a cap dels seus descendents i que l'Imperi Jolof mai va sotmetre al regne de Sine i que Ndiadiane Ndiaye va rebre el seu nom de la boca de Maysa Waly. L'historiador Sylviane Diouf declara que "Cada regne vassall—Waalo, Takrur, Kayor, Bawol, Sine, Salum, Wuli, i Niani—va reconèixer l'hegemonia de Jolof i va pagar tribut."
Els governants de Sine així com els de Jolof continuaren seguint la religió africana Tradicional. El 18 de juliol de 1867, el clergue musulmà Maba Diakhou Bâ va ser mort a la Batalla de Fandane-Thiouthioune (també coneguda com la batalla de Somb) pel rei de Sine Maad a Sinig Kumba Ndoffene Famak Joof mentre intentava agafar el control de Sine i fer-lo una terra musulmana.
Els governants de Sine van retenir els seus títols (Maad a Sinig) per tot el període colonial i no van perdre tot reconeixement oficial fins al 1969 després de la mort de Maad a Sinig Mahecor Joof (el darrer rei de Sine que va regnar de 1924 a 1969).
Exploradors portuguesos al segle xv es referien a Sine com el regne de Barbaçim, una corrupció de 'Bur-ba-Sine' (wòlof per 'rei de Sine'), i les seves persones com barbacins (un terme freqüentment estès per escriptors antics al poble serere en general, mentre altres van insistir que serreos i barbacins eren pobles completament diferents.) Els vells mapes europeus freqüentment esmenten el riu Saloum (Salum) com el "riu de Barbacins/Barbecins". Actualment ha estat reconegut que els termes "serreos" (sereri) i "barbacini" (una corrupció del wòlof "Bur-ba-Sine") era de fet una corrupció feta per Alvise Cadamosto - l'explorador del segle xv. Alvise erroneament va distingir entre els "sereri" i els "barbacini", i sembla indicar que es referia a dos pobles diferents quan de fet, el regne de Sine era un regne serer on el "rei de Sine" ("Barbacini") residia. Com que no va posar mai el peu al país serere, i els seus relats sobre els sereres eren principalment basats en el que els seus interprets de wòlof li deien. "Barbacini" per tant és una corrupció de la frase wòlof "Buur ba Sine" (també "Bor-ba-Sine" o "Bur-ba-Sine") significant rei de Sine, una frase que els sereres no utilitzarien.

## Economia
La base econòmica de Sine era l'agricultura i la pesca. El mill i altres collites també hi creixien. Sine era hostil a fer créixer cacauets pel mercat francès, malgrat les directives colonials franceses. Era menys dependent dels cacauets que altres Estats. Profundament arrelat en el conservadorisme i la religió dels sereres, per diverses dècades durant el segle xix, els pagesos locals van rebutjar fer créixer cacauets o quan ho van fer, van assegurar que l'agricultura no estigués només limitada a la producció del cacauet. La seva filosofia religiosa de conservar l'ecosistema va afectar la producció del cacauet al Sine. Fins i tot després que el sistema de producció en massa fou adoptat més tard, lluites de successió al final del segle xix entre les cases reials van dificultar la producció. Tanmateix, el regne de Sine era menys susceptible a la gana i l'endeutament, un llegat que va continuar fins al darrer rei de Sine - Maad a Sinig Mahecor Joof. Fou molt comú per persones d'altres estats emigrar als regnes serere de Sinus i Saloum en recerca d'una vida millor. Els habitants de Sine (els "Sinus-Sinus") rarament van emigrar.

## Estructura política del regne
```
.....................................................Maad a Sinig
│ (rei de Sine) 
│ │
│ │
_______│______________ │
│Hereus aparents │ │
│____________________│ ┌───────────┴───────────────────────────────────────┐
│ │ │ │
Buumi │ │ │
│ ________│_____________ │ _________│________
Thilas │jerarquia Central │ │Caps Territo- │
│ │____________________│ │ │rials │
Loul │ │ │(amb títol) │
│ │ │ │
│ _________│__________ │________________│
│ │ Entorn reial │ │
│ │__________________│ │ 
│ │ │
_____________________________________│ │ Lamane
┌───────────┴───────────────────────────────────────┐ │ (aristocràcia 
│ │ │ │ │ rural amb títol)
Gran Jaraff │ │ Lingeer │
(Cap del conselle de nobles│ Farba mbinda (reina regnant. Cap de │
i │ (Ministre de finances) la cort femenina) │
Primer Ministre) │ ┌───────────┴────────────────────────────────────────┐ 
│ │ │
Gran Farba Kaba Kevel Família
(Cap de l'exèrcit) (o 
Bour Geweel
.
el griot (music) del rei. Era molt poderós i 
influent i generalment molt ric)
```

## Organització social
Alguns notables del govern del rei (o l'estructura política de Sine) eren: el Lamanes (caps provincials que portaven aquest títol que no per ser confós amb l'antic serer Lamanes); els hereus aparents com el Buumi, Thilas i Loul (en aquest ordre); el Gran Farba Kaba (cap de l'exèrcit); el Farba Binda (ministre de finances, la policia i el palau reial) i el Gran Jaraff (el conseller del rei i cap del consell de nobles electors responsable d'elegir els reis de la família reial).